# Oscar Rudolph
Pour les articles homonymes, voir Rudolph.
Oscar Rudolph est un réalisateur et acteur américain né le 2 avril 1911 à Cleveland, Ohio (États-Unis), mort le 1er février 1991 à Encino (Californie).

## Filmographie

### Comme acteur
- 1925 : La Veuve joyeuse (The Merry Widow) : Boy
- 1925 : La petite Annie (Little Annie Rooney) de William Beaudine : Athos
- 1929 : So This Is College : Freshie
- 1929 : Indomptée : Party Boy
- 1929 : Their Own Desire : Man at the resort
- 1930 : In Gay Madrid : Student Trading Coat for Banquet
- 1931 : Blood and Thunder
- 1931 : Tribunal secret (The Secret Six) : Ivan Colimo
- 1932 : Grand Cœur (Divorce in the Family) de Charles Reisner : Spike
- 1933 : La Loi de Lynch : Gus Ruffo
- 1934 : The Last Gentleman : Western Union Messenger
- 1934 : The Most Precious Thing in Life de  Lambert Hillyer : College Boy
- 1934 : Gridiron Flash : Party Guest
- 1935 : Toute la ville en parle (The Whole Town's Talking) de John Ford : Office clerk bringing telegram
- 1935 : Eight Bells : Office boy
- 1935 : Qui ? (College Scandal) d'Elliott Nugent : Olson
- 1935 : Les Croisades (The Crusades) : Philip's Squire
- 1935 : Annapolis Farewell : Clayton Beale
- 1935 : Two for Tonight : College Boy
- 1935 : It's a Great Life
- 1935 : She Couldn't Take It : Newsboy
- 1935 : Le Secret magnifique (Magnificent Obsession) : Western Union boy
- 1936 : Transatlantic Follies (Anything Goes) : Page Boy
- 1936 : The Return of Sophie Lang : Deck steward
- 1936 : Une aventure de Buffalo Bill (The Plainsman) : Younger man
- 1937 : The Holy Terror : Sailor
- 1937 : Trompette Blues (Swing High, Swing Low) : Elevator boy
- 1937 : Le Chant du printemps (Maytime) : Young Peasant at Festival
- 1937 : Hotel Haywire : Bellboy
- 1937 : Blonde Trouble : Friend of Fred
- 1937 : Une nation en marche (Wells Fargo)
- 1938 : Touchdown, Army : Usher
- 1939 : Somewhat Secret : Atlantic City Call Boy
- 1940 : Police-secours (Emergency Squad) d'Edward Dmytryk  : Photographer
- 1947 : Easy Come, Easy Go : Bookie

### Comme réalisateur

#### Cinéma
- 1954 : The Rocket Man
- 1961 : Twist Around the Clock
- 1962 : Don't Knock the Twist
- 1962 : The Wild Westerners
- 1976 : The Wackiest Wagon Train in the West

#### Télévision
- 1952 : The Hunter (série télévisée)
- 1959 : Adventure Showcase (série télévisée)
- 1959 : Doctor Mike (TV)
- 1960 : Tom, Dick and Harry (TV)
- 1965 : Jinny de mes rêves ("I Dream of Jeannie") (série télévisée)
- 1966 : The Pruitts of Southampton (en) ("The Pruitts of Southampton") (série télévisée)
- 1968 : Madame et son fantôme ("The Ghost & Mrs. Muir") (série télévisée)
- 1968 : Auto-patrouille (Adam-12) (série télévisée)
- 1972 : The Paul Lynde Show (série télévisée)
- 1973 : Here We Go Again (série télévisée)